# FDGB-Pokal 1951/52
Der in der Fußballsaison 1951/52 ausgetragene dritte Wettbewerb um den FDGB-Fußballpokal nahm seinen Anfang in den fünf DDR-Ländern Mecklenburg, Brandenburg, Sachsen-Anhalt, Sachsen und Thüringen sowie in Ost-Berlin. In der Saison 1950/51 hatte es keine Pokalspiele gegeben, da die Funktionäre wegen der „Weltfestspiele der Jugend und Studenten“ in Ost-Berlin anderweitig beschäftigt waren.
Alle Pokalspiele wurden nach dem einfachen K.-o.-System ausgetragen, unentschiedene Begegnungen gingen in die Verlängerung und wurden, wenn danach immer noch kein Sieger feststand, wiederholt. Die Viertelfinalisten des auf Länderebene ausgespielten Fußballpokals qualifizierten sich für den DDR-weiten Wettbewerb, mussten aber durch zwei Qualifikationsrunden gehen. In der 1. Hauptrunde trafen sie auf die Mannschaften der zweitklassigen DDR-Liga und der Oberliga, der höchsten Liga im DDR-Fußball.
Im Achtelfinale, das im Anschluss an die Punktspielsaison ausgetragen wurde, waren noch fünf Ländervertreter dabei, die DDR-Liga hatte nur noch mit drei Mannschaften überlebt, und auch von den 19 Oberligateams waren nur noch acht übrig geblieben. Die Landesligisten Empor Wurzen-West und Eintracht Oranienburg dezimierten mit überraschenden Erfolgen über Aktivist Brieske-Ost (5:2) und Motor Wismar (3:2) das Oberligafeld um weitere zwei Mannschaften. Wurzen setzte seinen Siegesmarsch auch im Viertelfinale fort, dort gewann der sächsische Landesligist beim Oberligavierten Rotation Dresden 1:5.
Erst die SV Deutsche Volkspolizei Dresden setzte im Halbfinale mit 3:1 dem Wurzener Höhenflug ein Ende. Die zweite Halbfinalpaarung lautete Lokomotive Stendal – Einheit Pankow Berlin. Die Stendaler gewannen gegen den Oberligaabsteiger knapp mit 1:0. Einen Tag vor dem Finale teilte ein Vertreter der BSG Einheit Schwerin dem Referat Fußball, dem höchsten DDR-Fußballgremium mit, dass der von Schwerin nach Stendal gewechselte Jochen Giersch, der die letzten beiden Pokalspiele für Stendal bestritten hatte, keine Freigabe erhalten hätte. Lok Stendal wurde noch am gleichen Tag disqualifiziert und an seiner Stelle wurde Einheit Pankow für das Finale nominiert. Da die DDR-Sportführung bereits früher Berliner Mannschaften mehrfach bevorzugt hatte, kam auch in diesem Fall unter der Bevölkerung der Verdacht unlauterer Einflussnahme zugunsten der Berliner auf.

## Achtelfinale
Die Spiele fanden am 24. August 1952 statt.
|                            | Ergebnis     |                                  |
| -------------------------- | ------------ | -------------------------------- |
| BSG Empor Wurzen-West      | 5:2          | BSG Aktivist Brieske-Ost         |
| BSG Chemie Döbern          | 0:6          | SV Deutsche Volkspolizei Dresden |
| SG Eintracht Oranienburg   | 3:2 n. V.    | BSG Motor Wismar                 |
| BSG Motor Finsterwalde-Süd | 0:5          | BSG Motor Altenburg              |
| BSG Chemie Zeitz           | 2:3          | BSG Rotation Dresden             |
| BSG Stahl Thale            | *2:1 n. V. * | BSG Chemie Lauscha               |
| BSG Motor Torgelow         | 1:2          | BSG Einheit Pankow               |
| BSG Motor Nordhausen-West  | 2:6          | BSG Lokomotive Stendal           |

## Viertelfinale
Die Spiele fanden am 31. August 1952 statt.
|                           | Ergebnis  |                                  |
| ------------------------- | --------- | -------------------------------- |
| BSG Rotation Dresden      | 1:5       | BSG Empor Wurzen-West            |
| BSG Lokomotive Stendal    | 6:2       | BSG Stahl Thale                  |
| BSG Motor Altenburg       | 1:3 n. V. | SV Deutsche Volkspolizei Dresden |
| BSG Einheit Pankow Berlin | 7:0       | SG Eintracht Oranienburg         |

## Halbfinale
Die Spiele fanden am 7. September 1952 statt.
|                                  | Ergebnis |                           |
| -------------------------------- | -------- | ------------------------- |
| BSG Lokomotive Stendal *         | **1:0 ** | BSG Einheit Pankow Berlin |
| SV Deutsche Volkspolizei Dresden | 3:1      | BSG Empor Wurzen-West     |

## Finale

### Statistik
| Paarung                          | SV Deutsche Volkspolizei Dresden – Einheit Pankow Berlin |
| Ergebnis                         | 3:0 (2:0) |
| Datum                            | 14. September 1952 |
| Stadion                          | Stadion an der Normannenstraße, Ost-Berlin |
| Zuschauer                        | 18.000 |
| Schiedsrichter                   | Fritz Köpcke (Wusterhausen) |
| Tore                             | 1:0 Johannes Matzen (5.) 2:0 Karl-Heinz Holze (21.) 3:0 Karl-Heinz Holze (83.) |
| SV Deutsche Volkspolizei Dresden | Heinz Klemm – Manfred Michael, Erhard Haufe – Kurt Fischer, Herbert Schoen, Günther Usemann – Karl-Heinz Holze, Günter Schröter, Gerhard Hänsicke, Rudolf Möbius, Johannes Matzen Cheftrainer: Paul Döring                    |
| Einheit Pankow Berlin            | Karl-Heinz Spickenagel – Walter Schmidt, Walter Radunski – Walter Braun, Gerhard Landmann, Walter Schulz – Martin Zöller (70. Horst Assmy), Werner Hofmann, Willi Ginzel, Egon Jokel, Arndt Grille. Cheftrainer: Kurt Vorkauf |

### Spielverlauf
Im Duell des Vizemeisters und des Tabellenletzten der Meisterschaft 1951/52 sorgten die Dresdner Volkspolizisten schon in der 5. Minute für die Vorentscheidung. Eine Ballstafette von Möbius über Matzen, Holze und wieder Matzen schloss dieser mit einem Kopfball zum 1:0 für Dresden ein. Die Pankower Abwehrspieler Braun und Schmidt wurden mühelos ausgespielt. Damit deutete sich bereits an, dass die Ost-Berliner ihrem Gegner nicht gewachsen waren. Der großgewachsenen und athletischen Dresdner waren die Pankower körperlich unterlegen. Mitte der 2. Halbzeit waren die Spieler von Einheit Pankow bereits konditionell am Ende. Auch ihre spielerischen Mittel waren unzureichend. Ihr Kombinationsspiel ließ ebenso zu wünschen übrig wie die Durchschlagskraft vor dem gegnerischen Tor, wo die Angreifer zu wenig Unterstützung aus dem Mittelfeld erhielten.
VP Dresden glänzte dagegen mit guter Raumaufteilung und verwirrenden Positionswechsel der Stürmer. Diese wurden sowohl vom Rechtsläufer Fischer als auch vom Verteidiger Michael immer wieder wirkungsvoll in Szene gesetzt. Dabei kam die Pankower Abwehr mehrfach in Bedrängnis, auch weil Torwart Spickenagel und Stopper Landmann Abstimmungsprobleme hatten.
Mann des Tages war der Dresdner Rechtsaußenstürmer Karl-Heinz Holze. Nachdem er bereits das 1:0 vorbereitet hatte, nahm er in der 21. Minute eine Flanke seines linken Sturmpartners Matzen auf und erzielte per Kopf das 2:0. Holze sorgte in der 83. Minute auch für das Endergebnis. Nach einem Doppelpass mit Möbius spielte er die Pankower Abwehr mühelos aus und vollstreckte mit einem flachen Schrägschuss zum 3:0-Endstand. Während neben Holze auch Verteidiger Michael und Stürmer Möbius bei den Dresdnern glänzten, konnte bei Pankow kein Spieler besonders hervorgehoben werden. Dort kamen die eigentlichen Leistungsträger Zöller und Ginzel nicht wie gewohnt zur Geltung. Enttäuschend auch Pankows Torwart Karl-Heinz Spickenagel, der besonders bei Eckbällen eklatante Schwächen zeigte.